# آیزایا براون
آیزایا براون (انگلیسی: Isaiah Brown؛ زادهٔ ۷ ژانویهٔ ۱۹۹۷) یک بازیکن فوتبال اهل بریتانیا است. او در باشگاه فوتبال چلسی در پست مهاجم یا خط میانی بازی می‌کند. وی همین‌طور در تیم ملی زیر ۲۰ سال انگلستان نیز بازی می‌کند.